# Washington Open 1986
Il Washington Open 1986, noto come Sovran Bank Classic per motivi di sponsorizzazione, è stato un torneo di tennis giocato sulla terra verde. È stata la 18ª edizione del torneo e faceva parte del Nabisco Grand Prix 1986. Si è giocato al [William H.G. FitzGerald Tennis Center di Washington negli Stati Uniti dal 28 luglio al 3 agosto 1986.

## Campioni

### Singolare maschile
Karel Nováček ha battuto in finale  Thierry Tulasne con il punteggio di 6–1, 7–6.

### Doppio maschile
Hans Gildemeister /  Andrés Gómez hanno battuto in finale  Ricardo Acioly /  César Kist con il punteggio di 6–3, 7–5.